# Risiko (Schweizer Fernsehen)
Risiko war eine Spielshow im Schweizer Fernsehen. Sie lief von 1992 bis 2000 am Montagabend nach 20 Uhr und war eine 60-minütige Livesendung. Moderiert wurde sie von Gabriela Amgarten, produziert und redaktionell begleitet bis 1994 von Ernie Soller. Ab 1994 war Gabriela Amgarten Produzentin und Redaktionsleiterin. Die erste von insgesamt 152 Sendungen wurde am 24. Februar 1992 ausgestrahlt und die letzte am 11. Dezember 2000. Risiko war als Nachfolger von Tell-Star entwickelt worden und wurde schliesslich durch Eiger, Mönch und Kunz ersetzt. Besonderes Aufsehen erregte ein Betrugsfall im Jahr 1998.

## Sendungskonzept
Roter Faden der Sendung war eine Mischung aus Quiz und Glücksspiel mit drei Kandidaten, die in vier Runden gegeneinander antraten. Darin eingebunden traten zwei musikalische Gäste auf und eine prominente Persönlichkeit wurde eingeladen. Der Prominente wurde über sein Leben und Wirken interviewt und musste dann im Quizspiel der dritten Runde Behauptungen über sich bejahen oder dementieren. Die musikalischen Gäste traten in einem Wettbewerb gegeneinander an. Auf den Sieger mussten die Kandidaten im Vorfeld tippen.

### Spielrunden
In der ersten Runde mussten sich die Kandidaten aufgrund von Behauptungen einschätzen und so ein möglichst exaktes Bild der Mitspieler entwerfen. In der zweiten Runde mussten die Kandidaten in einem Film oder einem Bild inhaltliche Fehler entdecken. In der dritten Runde wurden über einen prominenten Gast wahre und falsche Behauptungen aufgestellt, die von den Kandidaten dann in ihrem Wahrheitsgehalt eingeschätzt werden mussten. Nach der dritten Runde schied ein Kandidat aus.
In der Finalrunde mussten bei einem «Goldrad» Marker gesetzt werden. Die Marker konnte ein Kandidat dann setzen, wenn er eine Frage aus dem Allgemeinwissen richtig beantwortet hat.

### Gewinn
Es konnte maximal 400'000 Franken gewonnen werden. Die höchste Gewinnsumme war 120'000 Franken an eine Gewinnerin aus Obwalden.

## Betrugsfall
In der Sendung vom 5. Januar 1998 gewann ein Spieler eine Preissumme von 95'000 Franken. Er hatte sich die richtigen Antworten von zwei während der Hauptprobe im Publikum sitzenden Komplizen mitschreiben lassen, da den Testkandidaten dieselben Fragen gestellt wurden. Man warf der Sendungsleitung deswegen später Naivität vor. Der Betrug flog auf, weil der Kandidat auf die Frage nach dem «Kopf des Jahres 1997» (Rolf Bloch) die Antwort «Viorel Moldovan» gab, die aber erst bei einer nachfolgenden Frage richtig gewesen wäre. In den folgenden Tagen bestritt der Kandidat den Betrug und sprach von Zufall. Erst nach erdrückender Beweislast und Geständnissen seiner Mittäter gab er den Betrug zu. Ebenso gab er zu, dass er und seine zwei Komplizen bereits zwei Jahre zuvor in der Sendung vom 24. April 1996 nach demselben Muster betrogen haben. Er wurde in der Folge am 20. September 1999 in zweiter Instanz (Obergericht) zu viereinhalb Monaten Haft auf Bewährung verurteilt. Das Urteil wurde am 24. Oktober 2000 vom Bundesgericht bestätigt.
Der Musikproduzent Michael Kull nahm Sprachsamples aus der Risiko-Sendung und solchen, die den Betrugsfall behandelten und unterlegte sie mit Dancemusik. Sein dadurch entstandenes Lied «Moldovan» schaffte es im Frühjahr 1998 auf Platz 13 der Schweizer Hitparade.

## Varia
Am 11. Oktober 1993 ging das Quizrad «Goldrad» kaputt, das am Ende für die Auslosung des Gewinners und der Gewinnsumme gebraucht wurde. Die Versuche, das Rad noch in der Sendung zu reparieren, zerstörten es noch mehr. Die Sendung musste schliesslich abgebrochen werden und der Schluss wurde in der nachfolgenden Sendung nachgeholt.